# Max Payne 2: The Fall of Max Payne
Max Payne 2: The Fall of Max Payne je pokračování střílečky z pohledu třetí osoby Max Payne. Hra se opět točí kolem života hlavního hrdiny Maxe Payna, newyorského policejního detektiva s tragickou minulostí. Tentokrát se hrdina opět vydává do ulic New Yorku, vyčistit jeho špínu a snažit se zapomenout na smrt své rodiny. Jeho parťákem se také později stává Mona Sax, postava z předchozího dílu, bývalá tanečnice ve strip klubu, později nájemná vražedkyně hledaná policií.

## Začátek příběhu
Na začátku hry se ocitnete v nemocnici, kde je Max celý zakrvácený, má halucinace a bolesti. Později najde mrtvého policistu ležícího uprostřed sálu, přičemž získá první zbraň (Beretta M92) a zahlédne teroristu, který mluví do vysílačky. Zároveň v tu dobu také zabije prvního protivníka. Dále Max vstoupí do výtahu a jede do nižšího patra. Zahlédne svého policejního šéfa Jima Bravuru, následně během krátkého rozhovoru vtrhne do místnosti další terorista který Bravuru zavraždí. Max rychle mačká nižší patro a během toho terorista střelí do plynové bomby na vozíčku a ta se rozjede do vedlejšího výtahu který exploduje. Výtah s Maxem se uvolní a spadne. Po nárazu Maxovi upadnou pistole, které zapadnou do díry, takže je znovu neozbrojený. Když jde Max dál, uvidí sál, kde leží mrtvá Detektivka Wintersonová.

## Zbraně
Ve hře máte mnoho zbraní, od Beretty až po M4 Carabine. Zblízka jde protivníka zbraní udeřit.

### Střelné zbraně
- Beretta 92
- Ingram MAC-10
- Desert Eagle
- Upilovaná brokovnice
- Franchi SPAS-12
- Heckler & Koch MP5
- AK-47
- M4 Carbine
- Striker
- Sniper Rifle
- Dragunov

### Házecí zbraně
- Molotovův koktejl
- Granát